# Hans Weinreich (Drucker)

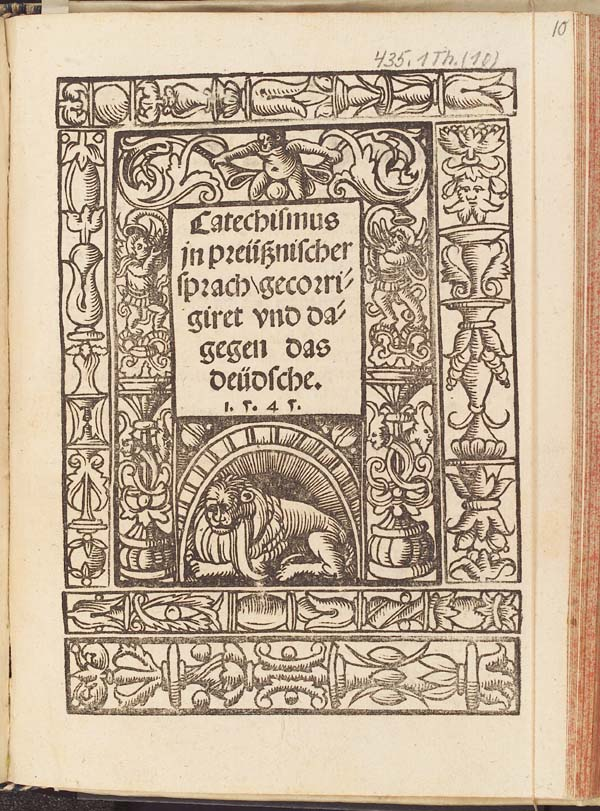
Luthers kleiner Katechismus in prußischer Sprache, 1545

Hans Weinreich († 1559 oder 1560 in Königsberg, Herzogtum Preußen) war ein deutscher Buchdrucker in Danzig und Königsberg in Preußen.

## Leben
Er stammte wahrscheinlich aus Danzig in Polnisch-Preußen. Von 1520 sind die ersten Drucke von ihm in der Stadt erhalten, darunter eine Schrift Martin Luthers. Wegen eines Spottgedichts auf den polnischen König Sigismund I. während des Krieges mit dem Deutschen Orden wurde er vom Rat der Stadt gefangengesetzt und im März 1522 wieder freigelassen. 1524 erschien der letzte Druck von ihm in Danzig.
Seit diesem Jahr hatte er eine Druckerei in Königsberg, wahrscheinlich war er auf die Bitte von Herzog Albrecht gekommen. Er war der erste Drucker der Stadt. Weinreich unterstützte die reformatorische Bewegung in Preußen.
Aus seiner Zeit in Königsberg sind heute über 100 Titel bekannt, vor allem in deutscher Sprache, aber auch in lateinischer, polnischer, hebräischer, prußischer und litauischer Sprache, darunter zwei prußische Übersetzungen von Luthers Kleinem Katechismus und die litauische Übersetzung des Martynas Mažvydas von Luthers Großem Katechismus, die älteste Schrift in litauischer Sprache.
1549 entstanden zwei neue Druckereien in der Stadt, die ihm technisch überlegen waren und seine Tätigkeit erheblich einschränkten. Seit dieser Zeit gab es zum Beispiel keine polnischen Drucke mehr aus seiner Offizin. 1553 erschienen seine letzten Drucke in Königsberg. Seine Rolle als städtisch und herzoglich geförderter Drucker erlangte Hans Daubmann.
Von 1555 sind wieder Titel von ihm aus Danzig bekannt, wohin er offenbar zurückgekehrt war. 1558 war er wieder in Königsberg, wo er zwischen Juli 1559 und Juli 1560 starb.